# Angel Cop
Angel Cop (japonsky エンゼルコップ, Enzeru Koppu) je šestidílný OVA seriál Ičiró Itany, který rovněž režíroval jednotlivé epizody. Seriál se také dočkal manga adaptace, již ilustroval Taku Kitazaki a vycházela v časopise Newtype v roce 1989.
Příběh se odehrává v paralelním vesmíru na počátku 90. let 20. století, kdy Japonsko je největší ekonomickou velmocí na světě (kdežto v reálném světě je postihnuto deflací a „prasknutím“ spekulativní bubliny), ale je pod neustálým útokem levicových teroristů a komunistických extrémistů, kteří chtějí zničit japonskou vládu. Japonská vláda na to reagovala vytvořením polomilitantní vládní agentury S.S.F. (Special Security Force), jež měla za úkol čelit a zastavit extremisty všemi možnými možnostmi (i těmi mimo zákon).
Seriál zaznamenal mírnou vlnu negativního ohlasu ve Spojených státech díky zápletce, která je ryze antisemitského charakteru. V příběhu se divák dozví, že skutečnou hrozbou pro japonskou životní úroveň jsou Židé, kteří chtějí celou zemi sabotovat tím, že ji přemění v radioaktivní skládku. Kalifornská překladatelská společnost Manga Entertainment odstranila z titulků veškeré nepřípustné a nevhodné zmínky a nahradila je zmínkami americkými – Američané tedy hráli úlohu neviditelných sabotérů. Zmínky zůstávají nezměněné v původní japonské stopáži.

## Postavy
- Jó „Angel“ Mikawa

Dabing: Mika Doi
Hlavní protagonistka a nesmírně smělá členkyně S.S.F..
- Isamu „Raiden“ Sakata

Dabing: Masaši Ebara
Parťák Angel, jehož přidělila S.S.F..